# Wakabayashi Manabu
Wakabayashi Manabu (若林 学 Wakabayashi Manabu, sinh ngày 3 tháng 6 năm 1979) là một cầu thủ bóng đá người Nhật Bản. Anh thi đấu cho Tochigi Uva FC.

## Thống kê câu lạc bộ
| Thành tích câu lạc bộ | Thành tích câu lạc bộ | Thành tích câu lạc bộ | Giải vô địch | Giải vô địch | Cúp                   | Cúp                   | Cúp Liên đoàn | Cúp Liên đoàn | Tổng cộng | Tổng cộng |
| Mùa giải              | Câu lạc bộ            | Giải vô địch          | Số trận      | Bàn thắng    | Số trận               | Bàn thắng             | Số trận       | Bàn thắng     | Số trận   | Bàn thắng |
| Nhật Bản              | Nhật Bản              | Nhật Bản              | Giải vô địch | Giải vô địch | Cúp Hoàng đế Nhật Bản | Cúp Hoàng đế Nhật Bản | J.League Cup  | J.League Cup  | Tổng cộng | Tổng cộng |
| --------------------- | --------------------- | --------------------- | ------------ | ------------ | --------------------- | --------------------- | ------------- | ------------- | --------- | --------- |
| 2004                  | Tochigi SC            | JFL                   | 29           | 3            | 2                     | 1                     | -             | -             | 31        | 4         |
| 2005                  | Tochigi SC            | JFL                   | 20           | 14           | -                     | -                     | -             | -             | 20        | 14        |
| 2005                  | Omiya Ardija          | J1 League             | 4            | 0            | 3                     | 1                     | 0             | 0             | 7         | 1         |
| 2006                  | Omiya Ardija          | J1 League             | 9            | 0            | 1                     | 1                     | 5             | 0             | 15        | 1         |
| 2007                  | Omiya Ardija          | J1 League             | 13           | 3            | 1                     | 0                     | 4             | 0             | 18        | 3         |
| 2008                  | Ehime FC              | J2 League             | 33           | 2            | 0                     | 0                     | -             | -             | 33        | 2         |
| 2009                  | Tochigi SC            | J2 League             | 38           | 1            | 1                     | 0                     | -             | -             | 39        | 1         |
| 2010                  | Tochigi Uva FC        | JFL                   | 32           | 7            | 1                     | 1                     | -             | -             | 33        | 8         |
| 2011                  | Tochigi Uva FC        | JFL                   | 28           | 14           | 1                     | 1                     | -             | -             | 29        | 15        |
| 2012                  | Tochigi Uva FC        | JFL                   | 23           | 8            | -                     | -                     | -             | -             | 23        | 8         |
| 2013                  | Tochigi Uva FC        | JFL                   | 25           | 1            | 2                     | 0                     | -             | -             | 27        | 1         |
| 2014                  | Tochigi Uva FC        | JFL                   | 21           | 3            | 1                     | 0                     | -             | -             | 22        | 3         |
| 2015                  | Tochigi Uva FC        | JFL                   | 27           | 3            | 1                     | 0                     | -             | -             | 28        | 3         |
| 2016                  | Tochigi Uva FC        | JFL                   | 27           | 5            | 0                     | 0                     | -             | -             | 27        | 5         |
| Tổng                  | Tổng                  | Tổng                  | 329          | 64           | 14                    | 5                     | 9             | 0             | 352       | 69        |